# امبنای
امبنای (به فرانسوی: Ambenay) یک کمون در فرانسه است که در Canton of Rugles واقع شده‌است.

## خصوصیات
امبنای ۱۶٫۸ کیلومترمربع مساحت و ۴۹۸ نفر جمعیت دارد و ۲۰۵ متر بالاتر از سطح دریا واقع شده‌است.